# Melinda cognata
Melinda cognata är en tvåvingeart som först beskrevs av Johann Wilhelm Meigen 1830.  Melinda cognata ingår i släktet Melinda och familjen spyflugor. Inga underarter finns listade i Catalogue of Life.